# 富山県立小杉高等学校
富山県立小杉高等学校（とやまけんりつ こすぎこうとうがっこう、英: Toyama Prefectural Kosugi High School）は、富山県射水市三ケ にある公立の高等学校。柔道では県内屈指の強豪として有名。

## 設置学科
- 総合学科（2年次から下記の3系列に分かれる）
  - 探究系列
  - 美術・スポーツ系列
  - 生活・ビジネス系列

## 沿革
- 1919年（大正8年）
  - 2月18日 - 射水郡立農業公民学校として設立認可。農業技術者でなく、農業と結びついた勤労を尊ぶ公民の養成を目的として南原繁らによって設立[2]。
  - 2月24日 - 開校（乙種）。
  - 9月17日 - 開校式挙行（以来この日を創校記念日に制定）。
- 1922年（大正11年）4月1日 - 富山県に移管し、富山県立小杉農業公民学校と改称。
- 1938年（昭和13年）4月1日 - 富山県立小杉農学校と改称。
- 1947年（昭和22年）10月30日 - 昭和天皇が行幸（昭和天皇の戦後巡幸）[3]。
- 1948年（昭和23年）
  - 4月1日 - 学制改革により富山県立小杉高等学校と改称。
  - 9月1日 - 高等学校再編成により普通科を設置し、男女共学総合制高校となる。
- 1961年（昭和36年）10月20日 - 体育館完成。
- 1973年（昭和48年）12月20日 - 格技場完成。
- 1983年（昭和58年）8月2日 - 後館特別教室棟竣工。
- 1986年（昭和61年）4月1日 - 農業科学科新設。
- 1987年（昭和62年）7月30日 - 第2体育館竣工（同年8月13日に落成式。鉄骨鉄筋コンクリート2階建て1階ピロティ[4]）。
- 1991年（平成3年）3月28日 - トレーニングハウス完成。
- 1994年（平成6年）7月22日 - 第1体育館竣工。
- 1995年（平成7年）4月1日 - 普通科・農業科学科を募集停止し、総合学科新設。
- 2008年（平成20年）2月29日 - 第2柔道場完成。

## 部活動
- 運動部 - 野球、陸上、バスケットボール（男・女）、バレーボール（男・女）、ソフトテニス（男・女）、ハンドボール（女）、卓球、柔道、剣道
- 文化部 - 吹奏楽、演劇、美術、文芸・新聞、放送、茶道、煎茶
- 同好会 - 家庭科、イラスト、ESS、書道

## 校歌
作詞：土岐善麿、作曲：平井保喜

## アクセス
- あいの風とやま鉄道線小杉駅（北口） 徒歩約10分
- 富山地方鉄道バス 10系統（富山高岡線）で富山駅及び高岡駅より「小杉高校前」下車すぐ
- 射水市コミュニティバス　小杉地区循環線「小杉高校前」停留所[5]
- 北陸自動車道 小杉IC 車で約10分

## 著名な出身者
- 水越結花（歌手）
- 高波善行（柔道家）
- 田知本愛（柔道家）
- 田知本遥（柔道家）
- 海老泰博（柔道家）
- 出口達也（柔道家）
- 浅野大輔（柔道家）
- 夢花らん（宝塚歌劇団）
- 中新賢人（Seattle Standard Café・ボーカル）
- 木村雅幸（エフエム石川アナウンサー）